# (6028) 1994 ER1
A (6028) 1994 ER1 a Naprendszer kisbolygóövében található aszteroida. Ueda és Kaneda fedezte fel 1994. március 11-én.